# Sommery
Sommery é uma comuna francesa na região administrativa da Normandia, no departamento de Sena Marítimo. Estende-se por uma área de 21,59 km². Em 2010 a comuna tinha 832 habitantes (densidade: 38,5 hab./km²).